# Saint-Péver
Saint-Péver ist eine französische Gemeinde mit 388 Einwohnern (Stand: 1. Januar 2022) im Département Côtes-d’Armor in der Region Bretagne; sie gehört zum Arrondissement Guingamp und zum Kanton Plélo. Die Einwohner werden Pévérois genannt.

## Geographie
Saint-Péver liegt etwa zehn Kilometer südsüdöstlich von Guingamp. An der Ostgrenze der Gemeinde führt der Fluss Trieux entlang. Umgeben wird Saint-Péver von den Nachbargemeinden Ploumagoar im Nordwesten und Norden, Lanrodec im Nordosten und Osten, Saint-Fiacre im Südosten und Süden, Plésidy im Südwesten und Westen sowie Saint-Adrien im Westen.

## Bevölkerungsentwicklung
| Jahr      | 1962 | 1968 | 1975 | 1982 | 1990 | 1999 | 2006 | 2019 |
| Einwohner | 351  | 358  | 329  | 303  | 316  | 328  | 350  | 387  |

## Sehenswürdigkeiten
- Kirche Saint-Pierre
- Kapelle Notre-Dame in Restudo, Ende des 14. Jahrhunderts erbaut, seit 1954 Monument historique
- Kapelle Notre-Dame in Avaugour, zwischen 1454 und 1504 errichtet, seit 1957 Monument historique

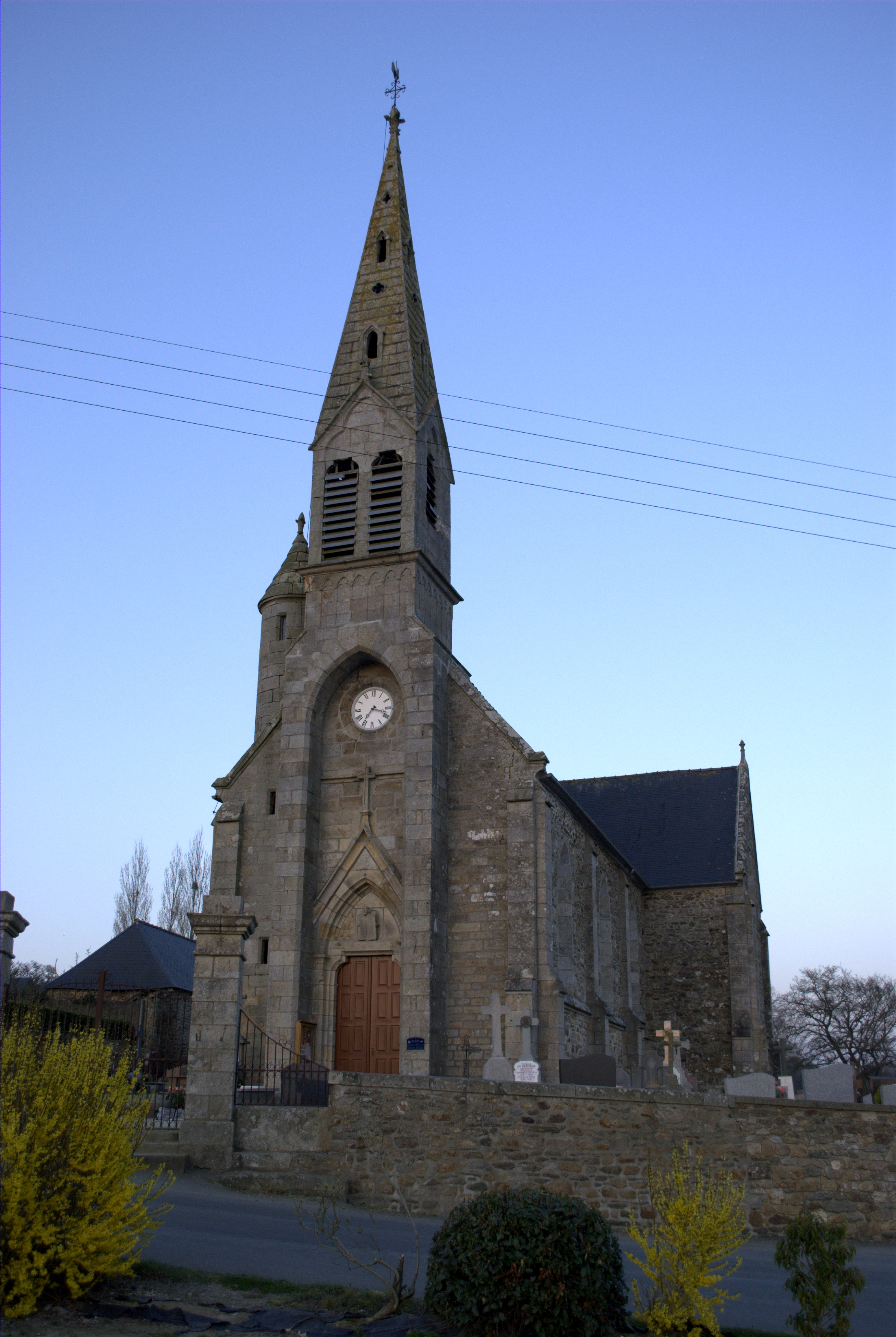
Kirche Saint-Pierre
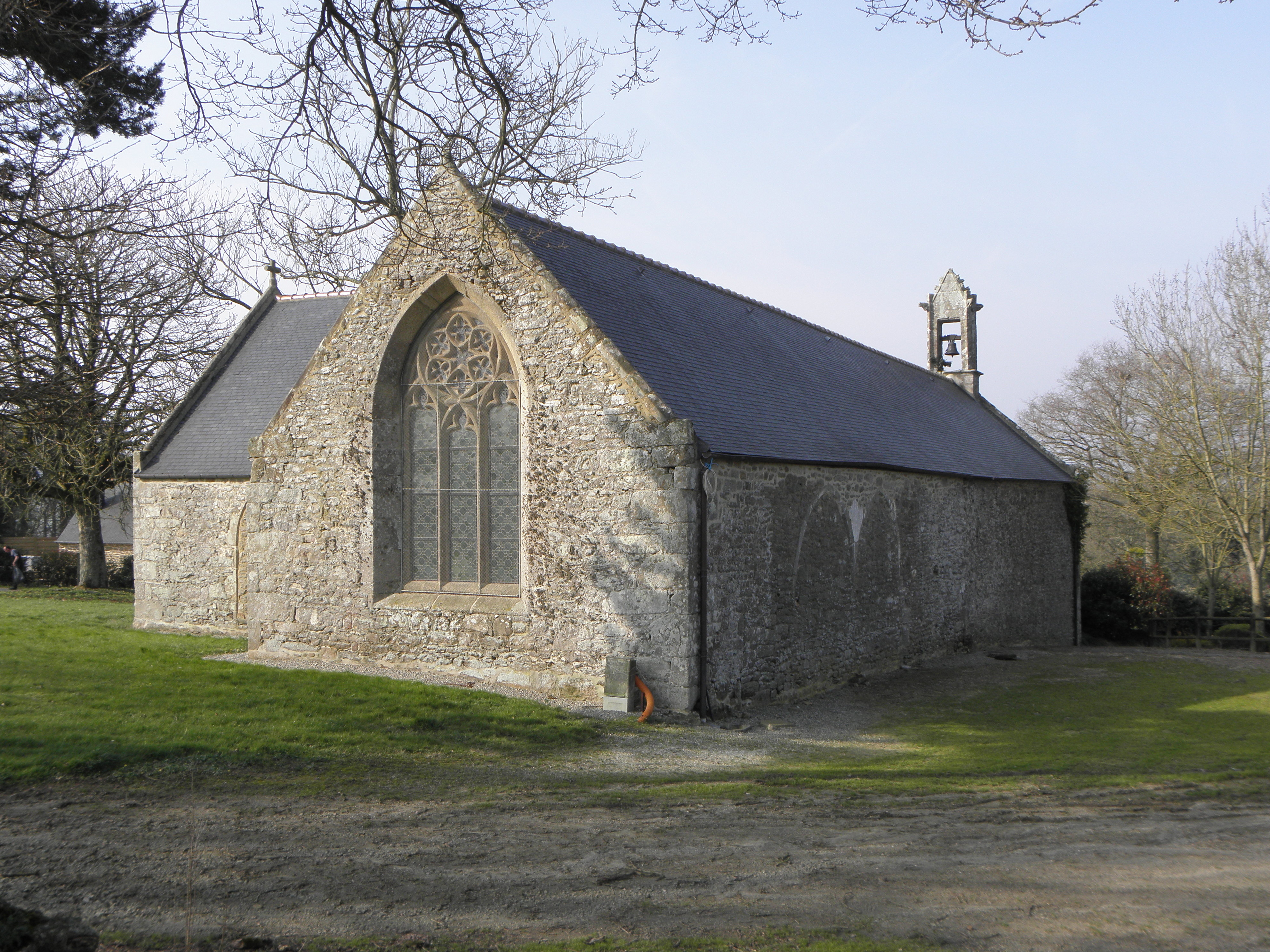
Kapelle Notre-Dame in Restudo
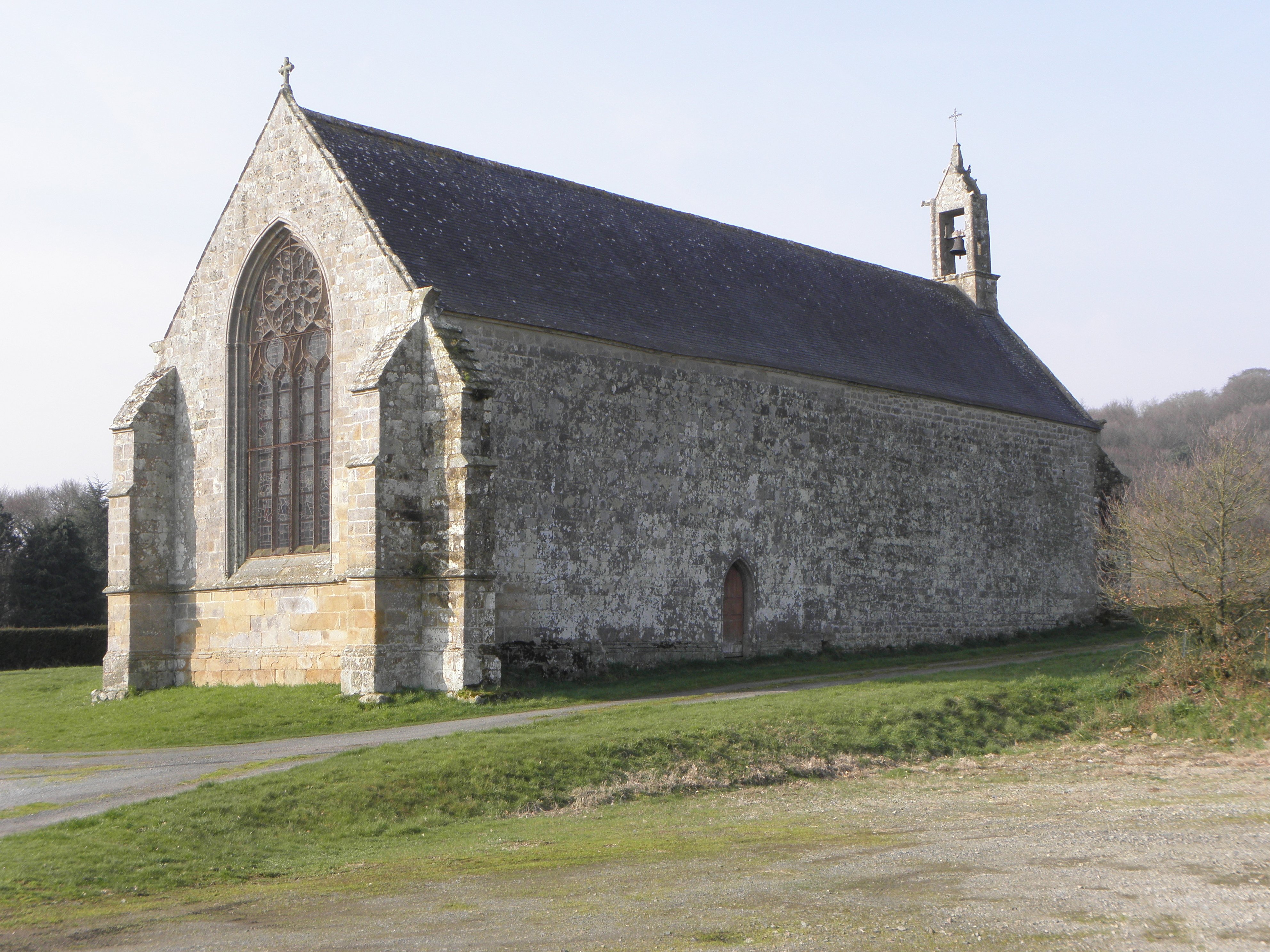
Kapelle Notre-Dame in Avaugour